# 레치시아 사바텔라
레치시아 사바텔라(Letícia Sabatella, 1971년 3월 8일 ~ )는 브라질의 배우이다.